# Randbøldal
Randbøldal – miasto w Danii, w regionie Dania Południowa, w gminie Vejle. W 2019 roku zamieszkiwana przez 325 osób.